# Boxe nos Jogos Olímpicos de Verão de 1988
O boxe nos Jogos Olímpicos de Verão de 1988 foi disputado no Chamshil Students' Gymnasium em Seul, na Coreia do Sul.
Quatrocentos e quarenta e um boxeadores de 106 países competiram nas doze categorias entre 17 de setembro e 2 de outubro.

## Eventos do boxe
Masculino: Peso mosca-ligeiro | Peso mosca | Peso galo | Peso pena | Peso leve | Peso meio-médio-ligeiro | Peso meio-médio | Peso super-médio | Peso médio | Peso meio-pesado | Peso pesado | Peso super-pesado

## Peso mosca-ligeiro (-48 kg)
| Pos. | País                 | Atletas           |
| ---- | -------------------- | ----------------- |
|      | Bulgária (BUL)       | Ivailo Marinov    |
|      | Estados Unidos (USA) | Michael Carbajal  |
|      | Filipinas (PHI)      | Leopoldo Serantes |
|      | Hungria (HUN)        | Róbert Isaszegi   |

## Peso mosca (até 51 kg)
| Pos. | País                    | Atletas          |
| ---- | ----------------------- | ---------------- |
|      | Coreia do Sul (KOR)     | Kwang-Sun Kim    |
|      | Alemanha Oriental (GDR) | Andreas Tews     |
|      | México (MEX)            | Mario González   |
|      | União Soviética (URS)   | Timofey Skryabin |

## Peso galo (até 54 kg)
| Pos. | País                 | Atletas            |
| ---- | -------------------- | ------------------ |
|      | Estados Unidos (USA) | Kennedy McKinney   |
|      | Bulgária (BUL)       | Aleksandar Hristov |
|      | Colômbia (COL)       | Jorge Julio Rocha  |
|      | Tailândia (THA)      | Phajol Moolsan     |

## Peso pena (até 57 kg)
| Pos. | País                | Atletas           |
| ---- | ------------------- | ----------------- |
|      | Itália (ITA)        | Giovanni Parisi   |
|      | Romênia (ROM)       | Daniel Dumitrescu |
|      | Coreia do Sul (KOR) | Lee Jae-Hyuk      |
|      | Marrocos (MAR)      | Abdelhak Achik    |

## Peso leve (até 60 kg)
| Pos. | País                    | Atletas        |
| ---- | ----------------------- | -------------- |
|      | Alemanha Oriental (GDR) | Andreas Zülow  |
|      | Suécia (SWE)            | George Cramne  |
|      | Mongólia (MGL)          | Nerguy Enkhbat |
|      | Estados Unidos (USA)    | Romallis Ellis |

## Peso meio-médio-ligeiro (até 63,5 kg)
| Pos. | País                     | Atletas             |
| ---- | ------------------------ | ------------------- |
|      | União Soviética (URS)    | Vyacheslav Yanovski |
|      | Austrália (AUS)          | Grahame Cheney      |
|      | Suécia (SWE)             | Lars Myrberg        |
|      | Alemanha Ocidental (FRG) | Reiner Gies         |

## Peso meio-médio (até 67 kg)
| Pos. | País                 | Atletas           |
| ---- | -------------------- | ----------------- |
|      | Quênia (KEN)         | Robert Wangila    |
|      | França (FRA)         | Laurent Boudouani |
|      | Polônia (POL)        | Jan Dydak         |
|      | Estados Unidos (USA) | Kenneth Gould     |

## Peso super-médio (até 71 kg)
| Pos. | País                 | Atletas          |
| ---- | -------------------- | ---------------- |
|      | Coreia do Sul (KOR)  | Park Si-Hun      |
|      | Estados Unidos (USA) | Roy Jones Jr.    |
|      | Canadá (CAN)         | Raymond Downey   |
|      | Grã-Bretanha (GBR)   | Richard Woodhall |

## Peso médio (até 75 kg)
| Pos. | País                    | Atletas           |
| ---- | ----------------------- | ----------------- |
|      | Alemanha Oriental (GDR) | Henry Maske       |
|      | Canadá (CAN)            | Egerton Marcus    |
|      | Quênia (KEN)            | Chris Sande       |
|      | Paquistão (PAK)         | Hussain Shah Syed |

## Peso meio-pesado (até 81 kg)
| Pos. | País                  | Atletas               |
| ---- | --------------------- | --------------------- |
|      | Estados Unidos (USA)  | Andrew Maynard        |
|      | União Soviética (URS) | Nuramgomed Shanavazov |
|      | Iugoslávia (YUG)      | Damir Škaro           |
|      | Polônia (POL)         | Henryk Petrich        |

## Peso pesado (até 91 kg)
| Pos. | País                 | Atletas           |
| ---- | -------------------- | ----------------- |
|      | Estados Unidos (USA) | Ray Mercer        |
|      | Coreia do Sul (KOR)  | Baik Hyun-Man     |
|      | Polônia (POL)        | Andrzej Golota    |
|      | Países Baixos (NED)  | Arnold Vanderlyde |

## Peso super-pesado (+ 91 kg)
| Pos. | País                  | Atletas                  |
| ---- | --------------------- | ------------------------ |
|      | Canadá (CAN)          | Lennox Lewis             |
|      | Estados Unidos (USA)  | Riddick Bowe             |
|      | União Soviética (URS) | Aleksandr Miroshnichenko |
|      | Polônia (POL)         | Janusz Zarenkiewicz      |

## Quadro de medalhas do boxe
| Ordem | País                   | Medalha de ouro | Medalha de prata | Medalha de bronze | Total |
| ----- | ---------------------- | --------------- | ---------------- | ----------------- | ----- |
| 1     | USA Estados Unidos     | 3               | 3                | 2                 | 8     |
| 2     | KOR Coreia do Sul      | 2               | 1                | 1                 | 4     |
| 3     | GDR Alemanha Oriental  | 2               | 1                | 0                 | 3     |
| 4     | URS União Soviética    | 1               | 1                | 2                 | 4     |
| 5     | CAN Canadá             | 1               | 1                | 1                 | 3     |
| 6     | BUL Bulgária           | 1               | 1                | 0                 | 2     |
| 7     | KEN Quênia             | 1               | 0                | 1                 | 2     |
| 8     | ITA Itália             | 1               | 0                | 0                 | 1     |
| 9     | SWE Suécia             | 0               | 1                | 1                 | 2     |
| 10    | AUS Austrália          | 0               | 1                | 0                 | 1     |
| 10    | FRA França             | 0               | 1                | 0                 | 1     |
| 10    | ROM Romênia            | 0               | 1                | 0                 | 1     |
| 13    | POL Polônia            | 0               | 0                | 4                 | 4     |
| 14    | FRG Alemanha Ocidental | 0               | 0                | 1                 | 1     |
| 14    | COL Colômbia           | 0               | 0                | 1                 | 1     |
| 14    | PHI Filipinas          | 0               | 0                | 1                 | 1     |
| 14    | GBR Grã-Bretanha       | 0               | 0                | 1                 | 1     |
| 14    | HUN Hungria            | 0               | 0                | 1                 | 1     |
| 14    | YUG Iugoslávia         | 0               | 0                | 1                 | 1     |
| 14    | MAR Marrocos           | 0               | 0                | 1                 | 1     |
| 14    | MEX México             | 0               | 0                | 1                 | 1     |
| 14    | MGL Mongólia           | 0               | 0                | 1                 | 1     |
| 14    | NED Países Baixos      | 0               | 0                | 1                 | 1     |
| 14    | PAK Paquistão          | 0               | 0                | 1                 | 1     |
| 14    | THA Tailândia          | 0               | 0                | 1                 | 1     |

## Referência
- (em inglês) Relatórios oficiais dos Jogos Olímpicos de Seul 1988